# Morton Gould
Morton Gould (Richmond Hill, Long Island, 10 december 1913 – 21 februari 1996) was een Amerikaans componist, dirigent en pianist.

## Levensloop
Gould studeerde aan het Institute of Musical Art (de voorganger van de Juilliard School of Music) bij Joseph Westside en aan de New York University bij Abby Whiteside piano en bij Vincent Jones compositie. 
Eerst werkte hij bij de radio NBC en was pianist voor de uitzending vanuit Radio City Music Hall. In 1934 - intussen bij de Columbia Broadcasting System (CBS) - was hij arrangeur en dirigent van een serie van orkestprogramma's voor WOR Mutual Radio. Hij kreeg grote populariteit met zijn radio-uitzendingen en werd in de hele Verenigde Staten van Amerika bekend. In de jaren na 1940 waren de programma's Cresta Blanca Carnival en The Chrysler Hour (CBS) de grondslag voor zijn succes. Naast deze werkzaamheden gaf hij vaak klassieke pianorecitals, terwijl hij ook als solist met vooraanstaande symfonische orkesten optrad.
Als gastdirigent werd hij door de symfonische orkesten gevraagd, buiten de Verenigde Staten met hen optredens te verzorgen. In 1966 kreeg hij de Grammy Award voor de beste klassieke plaatopname, als dirigent van het Chicago Symphony Orchestra. Hij leidde alle grote Amerikaanse orkesten en ook orkesten in Canada, Mexico, Europa, Japan en Australië.
Toch bleef hij ook werkzaam in radio, televisie en filmstudio's. Zijn muziek werd reeds in de dertiger jaren door de grote symfonieorkesten uitgevoerd, onder meer onder de leiding van Leopold Stokowski. 
Hij componeerde Broadway-stukken (Billion Dollar Baby, Arms and the Girl), filmmuziek (Delightfulle Dangerous, Cinerama Holiday, Windjammer), muziek voor de televisie (Holocaust; de CBS-documentaire over de Eerste Wereldoorlog) en balletten (Interplay, Fall River Legend en I'm Old Fashioned). Goulds werken zijn beïnvloed door elementen van de folklore, de jazz, blues en gospelmuziek.
In 1995 won hij de Pulitzer-prijs voor zijn werk Stringmusic.

## Composities

### Werken voor orkest
- 1976 American Ballads, Settings of American Tunes for Orchestra
- American Caprice
- Latin American Symphonette
  1. Rhumba
  2. Tango
  3. Guaracha
  4. Conga

### Werken voor harmonieorkest
- 1938 American Symphonette No. 2
  1. Moderately fast
  2. Pavane
  3. Fast and Racy
- 1940 Cowboy Rhapsody (opgedragen aan: Dr. William Donald Revelli en het symfonisch blaasorkest van de Universiteit van Michigan in Ann Arbor)
- 1941 Jericho (Rhapsody for Band)
  1. Roll call
  2. Chant
  3. Dance
  4. March and Battle
  5. Joshua's Trumpets
  6. The Walls cam tumblin' down
  7. Hallelujah
- 1942 American Youth, mars
- 1943 Concertette for Viola and Band
  1. Brisk
  2. Blues
  3. Dance
  4. Finale
- 1943 Fanfare for Freedom for Wind Ensemble (opgedragen aan Eugène Goossens en het Cincinnati Symphony Orchestra)
- 1943 New China, mars
- 1945 Bombs away, mars
- 1946 Ballad for Band
- 1947 The First Thanksgiving from "Holiday Music"
- 1947 Fourth of July from "Holiday Music"
- 1947 Easter Morning from "Holiday Music"
- 1947 Halloween from "Holiday Music"
- 1947 Home for Chirstmas from "Holiday Music"
- 1949 Serenade of Carols - movement II
- 1949 Serenade of Carols - movement III
- 1950 Big City Blues
- 1951 Horseless Carriage Galop from "Family Album"
- 1952 Symphony No. 4 - Symphony for Band (West Point Symphony)
  1. Epitaphs
  2. Marches
- 1953 Inventions
- 1954 Buckaroo Blues
- 1955 Derivations for Solo Clarinet and Dance Band
- 1955 Cinerama March from "Cinerama Holiday"
- 1955 On the Boulevard from "Cinerama Holiday"
- 1955 Skier's Waltz from "Cinerama Holiday"
- 1955 Souvenirs of Paris from "Cinerama Holiday"
- 1955 Old Romance from "Family Album"
- 1955 Santa Fe Saga
  1. Rio Grande
  2. Round-up
  3. Wagon Train
  4. Fiësta
- 1956 Soft Shoe Serenade from "Hoofer Suite"
- 1957 Café Rio
- 1958 Saint Lawrence Suite
  1. Dedication
  2. Quickstep
  3. Chansonette
  4. Commemoration March
- 1958 Windjammer - Highlights
- 1962 Prisms - Movements for Concert Band
- 1964 Formations (opgedragen aan zijn zonen Eric en David Gould)
- 1964-1965 Dramatic Fanfares from CBS-TV documentary "World War I"
- 1964-1965 Prologue - from CBS-TV documentary "World War I"
- 1964-1965 Revolutionary Prelude from CBS-TV documentary "World War I"
- 1964-1965 Royal Hunt from "Sarajevo Suite"
- 1964-1965 Royal March from "Sarajevo Suite"
- 1966 Salutations
- 1967 Columbian Fanfares
- 1968 Mini-Suite for Band (opgedragen aan zijn dochters Abby en Deborah Gould)
  1. Birthday March
  2. A Tender Waltz
  3. Bell Carol
- 1976 Hymnal - on "We Shall Overcome" from "American Ballads"
- 1976 Memorials - on "Taps" from "American Ballads"
- 1976 Saratoga Quickstep - on "The Girl I Left Behind" from "American Ballads"
- 1979 Cheers! - A Celebration March (ter gelegenheid van de 50e verjaardag van Arthur Fiedler en het Boston Pops Orchestra)
- 1980 Holocaust Suite (from the NBC-TV series) for Band
  1. Main Theme
  2. Kristallnacht - The Night of the Broken Glass
  3. Berta and Joseph
  4. Babi Yar
  5. Liberation
  6. Elegy
- 1980 Prologue from "Holocaust Suite"
- 1983 Centennial Symphony - Gala for Band
- 1983 Fiestas from "Centennial Symphony"
- 1983 Gala
- 1991 Festive Fanfare
- 1991 Hail to a First Lady
- 1994 Global Greetings for Symphonic Band
- 1995 Remembrance Day (Soliloquy for a Passing Century)
- American symphoniette no. 2
  1. Moderately fast (with vigor and bounce)
  2. Pavanne - Allegretto
  3. Very fast - racy
- American salute
- Music for the Leathernecks
- Overture from "Folk Suite"
- Revolution Prelude
- American Patrol for 3 Bands
- Overture from "Folk Suite"
- Yankee Doodle

### Muziektheater
- 1945 Interplay (American Concertette) ballet
- 1947 Fall River Legend ballet in een bedrijf
- 1952 Tap Dance Concerto
- 1956 Hoofer Suite
- 1964 Formations
- 1983 I'm Old Fashioned, Astaire Variations ballet
- 1969-1983 Audubon (Birds of America) ballet
- 1992 The Jogger and the Dinosaur

- Biblioteca Nacional de España: XX878525
- Bibliothèque nationale de France: cb13894637s (data)
- CiNii: DA1114661X
- Gemeinsame Normdatei: 118964011
- International Standard Name Identifier: 0000 0001 1472 602X
- Library of Congress Control Number: n79145900
- Nationale Bibliotheek van Letland: 000081992
- MusicBrainz: 4db4e744-3007-4386-b87d-9653acfe0464
- Bibliotheek van het Japanse parlement: 00995263
- Nationale Bibliotheek van Tsjechië: xx0020563
- Nationale Bibliotheek van Israël: 987007261925905171
- Nederlandse Thesaurus van Auteursnamen: 074208373
- LIBRIS: 212574
- SNAC: w62f8647
- Système universitaire de documentation: 085188948
- Trove: 1036221
- Virtual International Authority File: 51875344
- WorldCat: E39PBJjT4ypphbYXQD8B39hGpP